# كأس ملك إسبانيا 1978–79
كأس ملك إسبانيا 1978–79 (بالإسبانية: Copa del Rey de fútbol 1978-79)‏ هو الموسم 75 من كأس ملك إسبانيا. أشرف على تنظيمه الاتحاد الملكي الإسباني لكرة القدم، وكان عدد الأندية المشاركة فيه 152، وفاز فيه نادي فالنسيا.